# غوردون بوتير
غوردون بوتير (26 أكتوبر 1931 في المملكة المتحدة - ) (بالإنجليزية: Gordon Potter)‏ هو لاعب كريكت بريطاني. لعب مع نادي مقاطعة ساسكس للكركيت ‏.

## وصلات خارجية
- غوردون بوتير على موقع إي آس بي آن كريك إنفو (الإنجليزية)